# Zoë Chao
Zoë Carroll Chao (Providence, 19 settembre 1985) è un'attrice e sceneggiatrice statunitense.

## Filmografia

### Cinema
- Che fine ha fatto Bernadette? (Where'd You Go, Bernadette?), regia di Richard Linklater (2019)
- Downhill, regia di Nat Faxon e Jim Rash (2020)
- L'assistente della star (The High Note), regia di Nisha Ganatra (2020)
- Un lungo weekend (Long Weekend), regia di Steve Basilone (2021)
- Cheerleader per sempre (Senior Year), regia di Alex Hardcastle (2022)
- Da me o da te (Your Place or Mine), regia di Aline Brosh McKenna (2023)
- Mi ricorda qualcuno (Somebody I Used to Know), regia di Dave Franco (2023)
- Nightbitch. Bestia di notte (Nightbitch), regia di Marielle Heller (2024)
- I Roses (The Roses), regia di Jay Roach (2025)

### Televisione
- The Protector – serie TV, episodio 1x06 (2011)
- Hart of Dixie – serie TV, episodio 1x21 (2012)
- The Comeback – serie TV, 4 episodi (2014)
- Nicky, Ricky, Dicky & Dawn – serie TV, episodio 2x08 (2015)
- Rizzoli & Isles – serie TV, episodio 6x18 (2016)
- Strangers[1] – serie TV, 17 episodi (2017-2018)
- Succession – serie TV, episodio 1x04 (2018)
- The OA – serie TV, episodi 2x02 e 2x07 (2019)
- Living with Yourself – serie TV, 5 episodi (2019)
- Love Life – serie TV, 11 episodi (2020-2021)
- Modern Love – serie TV, episodio 2x02 (2021)
- Afterparty – serie TV, 18 episodi (2022-2023)

### Doppiatrice
- Creature Commandos – serie animata, 7 episodi (2024-2025)

## Doppiatrici italiane
Nelle versioni in italiano dei suoi film, Zoë Chao è stata doppiata da:
- Lavinia Paladino in Cheerleader per sempre, Afterparty, Nightbitch. Bestia di notte
- Domitilla D'Amico in Che fine ha fatto Bernadette?
- Erica Necci in L'assistente della star
- Eleonora Reti in Downhill, Da me o da te
- Gemma Donati in The OA
- Valentina Favazza in Modern Love

## Riconoscimenti
- 2015 – International Academy of Web Television Awards per Best Performance in a Comedy